# 北京市丰台区第二中学
北京市丰台区第二中学，简称丰台二中，位于中国北京市丰台区，教育集团现有三个校区，分别为北京丰台二中本部校区、北京丰台二中初中部（小屯校区），是一所北京市示范性高级中学。
北京市丰台区第二中学始建于1962年6月，当时丰台二中只有初中部，是北京市第十二中学的分校，共有12个教学班，学生总数为548人，教职工仅有27人。2005年被确认为北京市示范高中。现有39个教学班，北京市特级教师10人，市级学科带头人、市级骨干教师11人，区级骨干教师32人。2012年，丰台二中开设丰台二中初中部，校长为严彩莉。

## 校园文化

### 校徽
以北京市丰台区第二中学的汉语拼音缩写字母构成钥匙形状的图案作为校徽。

### 校训
丰台二中的校训是「理想、科学、勤奋、友爱」。

### 校歌
北京丰台二中的校歌是由谢克安作词的「丰台二中校歌」。